# Luque (Paraguay)
Luque es una ciudad y municipio de Paraguay, ubicada en el Departamento Central. Fue la capital de la República en 1868, durante la guerra de la Triple Alianza y conservó su condición hasta su traspaso a Asunción en ese mismo año. Según el censo paraguayo de 2022, cuenta con 259.705 habitantes, convirtiéndolo en la ciudad más poblada del Departamento Central y tercera a nivel país, después de Asunción y Ciudad del Este.
Es sede del Aeropuerto Internacional Silvio Pettirossi, del Parque Ñu Guazú y del Comité Olímpico Paraguayo. Cerca del aeropuerto se halla la Conmebol, el cuerpo gobernante continental de fútbol en Sudamérica. En el lugar se encuentra también el Museo del Fútbol Sudamericano, el Centro de Convenciones y el Bourbon Conmebol Conventions Hotel.
Luque es considerada la ciudad de la música, no solo por fabricar guitarras y arpas, sino también porque vio nacer y crecer a artistas célebres como Alberto de Luque y Digno García. Es la ciudad del arte, debido a la buena selección de calidad en joyas, filigranas, orfebrerías, entre otros. El Club Sportivo Luqueño, cuyo campo anfitrión es el Feliciano Cáceres, es el cuarto estadio más grande del fútbol paraguayo que fue utilizado para la Copa América 1999. 

## Historia
En sus inicios, la ciudad de Luque fue una comarca de los guaraníes, prueba de ello son los nombres de las compañías Itapuamí, Maramburé, Ycuakaranda'y, y los arroyos Yukyry, Avaí e Ytay. Según registros, los primeros habitantes se dedicaban principalmente a la caza, la pesca y la agricultura. En aquel entonces, los nativos pobladores tenían gentiles atenciones hacia Juan de Salazar, un capitán de la expedición del primer adelantado del Río de la Plata, que había fundado el puerto y Casa Fuerte Nuestra Señora Santa María de la Asunción el 15 de agosto de 1537.
Los primeros españoles de la conquista llegaron por la zona en busca de maderas, productos alimenticios o exploraciones. Documentos de 1538 mencionan la existencia de una gran toldería de aborígenes en las proximidades de ciertas lagunas que los habitantes llamaban "Mairenu", según la ortografía castellana. Esta denominación tal vez sería llamada después como "Mabe'y Nu", expresión guaraní que significaría lugar de manantiales, documentación que posteriormente da razón a Fulgencio R. Moreno, quien supuso que aquella zona del Maineru es la que después pasó a llamarse "Campo Grande", por los mismos españoles.
Hacia 1570 se fundaron tres fortines, denominados «presidios», entre ellos uno llamado «de las Salinas», ubicado en cercanías del arroyo Yukyry. La Salinas es probablemente el más remoto origen de Luque. En 1603 el cabildo de Asunción autoriza un gasto de reparación, según acta capitular del 8 de noviembre de 1603; treinta y dos años después, en 1635, el gobernador Martín de Ledesma Valderrama concede al capitán Miguel Antón de Luque la titularidad de las tierras. Este acto gubernativo parece ser la primera mención oficial del nombre de Luque.
No obstante, la ciudad de Luque nunca fue fundada formalmente; nació con el capitán Antón de Luque, quien expulsó a los árabes de la ciudad española de Luque, de donde él provino. Durante este tiempo, los franciscanos construyeron en esa pertenencia una capilla bajo la advocación de la Virgen del Rosario, que poco tiempo después daría lugar a una pequeña ciudad. Entre 1750 a 1755, luego de la creación de esta capilla y con una pequeña población ya formada, fue cambiado el antiguo nombre «de las Salinas» por el de Valle de Luque.
En 1781, se hizo la primera distribución administrativa de la provincia, bajo el mandato de Pedro Melo de Portugal, dividiéndose en seis villas, con catorce partidos jurisdiccionales, consagrándose oficialmente con el nombre de Partido de Luque que conserva en la actualidad. Esta es la primera mención en documentos oficiales.
Durante la colonia, las primeras empalizadas fueron llevadas a Asunción para la construcción de la Casa Fuerte en defensa de la ciudad, mientras en Luque quedaban, una pequeña población y un grupo pequeño de casas coloniales y casonas patronales. En época de la guerra de la Triple Alianza, Luque fue la capital de la República desde el 22 de febrero de 1868 hasta el 7 de diciembre de ese mismo año.

## Geografía
La ciudad de Luque está asentada sobre una planicie que se extiende desde el lago Ypacaraí hasta la margen occidental de río Paraguay. Debido a esta ubicación geográfica particular, la ciudad se encuentra expuesta a los efectos del clima característico de las planicies que no cuentan con las barreras naturales para su protección. Limita al norte con Limpio, al sur con San Lorenzo y Capiatá, al este con Areguá y el Lago Ypacaraí, al oeste con Asunción, al sureste con Areguá, al suroeste con Fernando de la Mora y al noroeste con Mariano Roque Alonso. Es el tercer distrito departamental más grande y también el más poblado de las localidades adyacentes que integran el Gran Asunción.
| Noroeste: Mariano Roque Alonso | Norte: Limpio              | Nordeste: Departamento de Cordillera |
| Oeste: Asunción                |                            | Este: Areguá y el Lago Ypacaraí      |
| Suroeste: Fernando de la Mora  | Sur: San Lorenzo y Capiatá | Sureste: Areguá                      |

### Hidrografía
La cuenca hidrográfica de Luque está constituida por varios ríos y riachuelos, que cortan la ciudad en diferentes direcciones. Debido a las particularidades climáticas, las lluvias suelen ocasionar crecidas en los ríos y riachuelos de Luque. Algunos causan regulares inundaciones y es motivo de preocupación para la población y la administración pública. Hacia el este limita con el Lago Ypacaraí, importante lago para el Turismo Nacional. Luque también cuenta con otros cauces hídricos:
- Al oeste el arroyo Itay, que lo separa de Asunción.
- Al noreste el río Salado, que lo separa de las localidades cordilleranas de San Bernardino y Emboscada.
- Al este el arroyo Jukyry, que lo separa de la localidad de Areguá.
- Al sur el arroyo San Lorenzo, que lo separa de Capiatá y San Lorenzo.

### Clima
El clima es subtropical con veranos muy cálidos e inviernos fríos, pero cortos. La mayoría de las precipitaciones ocurren en verano y otoño. La humedad, como en gran parte del país se mantiene constantemente por encima del 50%, ayudado por su proximidad a cauces hídricos. En los meses de verano, la sensación térmica supera los 40 °C por los vientos cálidos provenientes del Amazonas.

## Demografía
Luque es la tercera ciudad más poblada de Paraguay, después de Asunción y Ciudad del Este, y la más poblada del Departamento Central. El territorio luqueño abarca 152 km², con una población de 259.705 habitantes y una densidad que oscila los 1708 habitantes por km². La principal zona comercial de la ciudad se ubica en el área céntrica.
La población de Luque ha ido experimentando un importante aumento desde los años 80 hasta la actualidad, un fenómeno registrado mayormente por la migración de gente del interior del país. Con este acelerado crecimiento y la falta de planeamiento urbano, se produjo ingentes cantidades de asentamientos y viviendas improvisadas en las que los servicios públicos no llegarían hasta muchos años después.
| Población por sexo y edades (2019) | Población por sexo y edades (2019) | Población por sexo y edades (2019) | Población por sexo y edades (2019) |
| Edad                               | Cantidad                           | Hombres                            | Mujeres                            |
| ---------------------------------- | ---------------------------------- | ---------------------------------- | ---------------------------------- |
| 0 a 4 años                         | 26.149                             | 13.301                             | 12.848                             |
| 5 a 14 años                        | 50.283                             | 25.475                             | 24.808                             |
| 15 a 29 años                       | 74.632                             | 37.054                             | 37.578                             |
| 30 a 44 años                       | 61.295                             | 29.482                             | 31.813                             |
| 45 a 64 años                       | 48.253                             | 23.389                             | 24.864                             |
| 65 a 79 años                       | 13.477                             | 6.292                              | 7.185                              |
| 80+ años                           | 3.212                              | 1.199                              | 2.013                              |
| Total                              | 277.301                            | 136.192                            | 141.109                            |
| %                                  | 100                                | 49,2                               | 50,8                               |

| Evolución demográfica de Luque entre 1972 y 2022 |
|                                                  |

### Composición étnica
Históricamente, la demografía de Luque es el resultado de la mezcla de dos etnias que caracterizaron a la población paraguaya colonial: la indígena y la española. Más tarde, este fenómeno cambió con la paulatina y modesta llegada de inmigrantes italianos y alemanes. En la actualidad la llegada de europeos ha disminuido bastante, pero la migración interna se ha acentuado principalmente provenientes de la región oriental del país.

### Religión

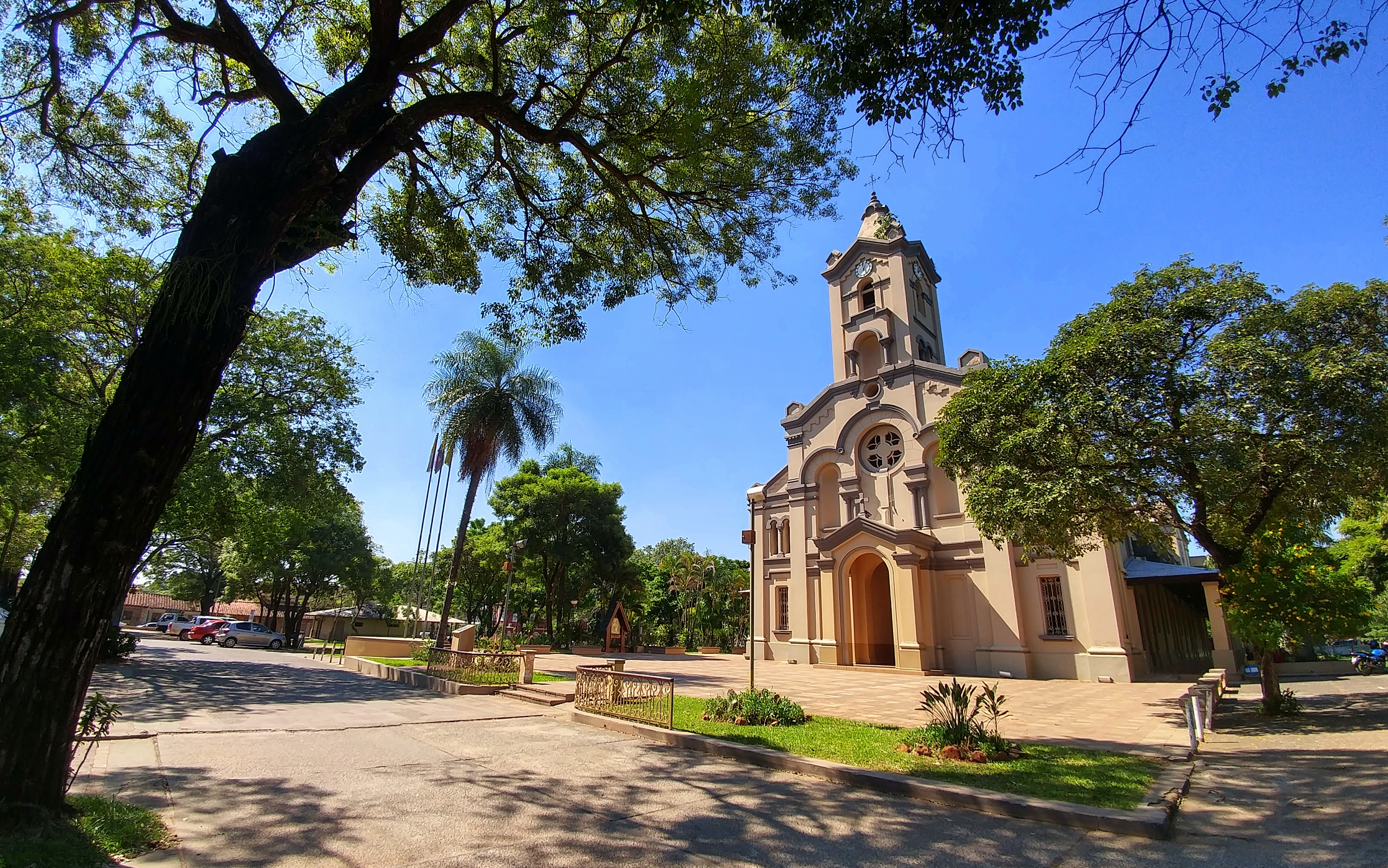
Iglesia de Luque

La mayor parte de la población profesa la religión católica, aunque el porcentaje de practicante es alto, también se destacan la prácticas de otras tendencias religiosas como la católica, la evangélica, la protestante histórica o reformada (menonita, iglesia del Nazareno, metodista, presbiteriana y otras. También están presentes otras ramas cristianas los adventistas, La Iglesia de Jesucristo de los Santos de los Últimos Días, Testigos de Jehová. Cabe resaltar que el Papa Juan Pablo II, como Papa Francisco, en sus visitas, ha realizado los encuentros más importantes en la Fuerza Aérea Paraguaya ubicada en la zona Ñu Guazú - Luque. 

### Barrios
Luque se divide administrativamente en un total de 28 barrios.

Barrios de Luque

| 1  | Campo Grande      | 15 | Zárate Isla              |
| 2  | Laurelty          | 16 | Loma Merlo               |
| 3  | Hugua de Seda     | 17 | Ykua Karanda'y           |
| 4  | Isla Bogado       | 18 | Yka'a                    |
| 5  | Cañada San Rafael | 19 | Mora Kue                 |
| 6  | Costa Sosa        | 20 | Cañada Garay             |
| 7  | Ycuá Duré         | 21 | Yukyry                   |
| 8  | Maka'i            | 22 | Itá Angu'a               |
| 9  | Yaguareté Corá    | 23 | Marin Ka'aguy            |
| 10 | Maramburé         | 24 | Tarumandy                |
| 11 | Primer Barrio     | 25 | Itapuamí I               |
| 12 | Segundo Barrio    | 26 | Itapuamí II              |
| 13 | Tercer Barrio     | 27 | Tarumandy del Río Salado |
| 14 | Cuarto Barrio     | 28 | Nueva Asunción           |

## Paisaje urbano

### Arquitectura

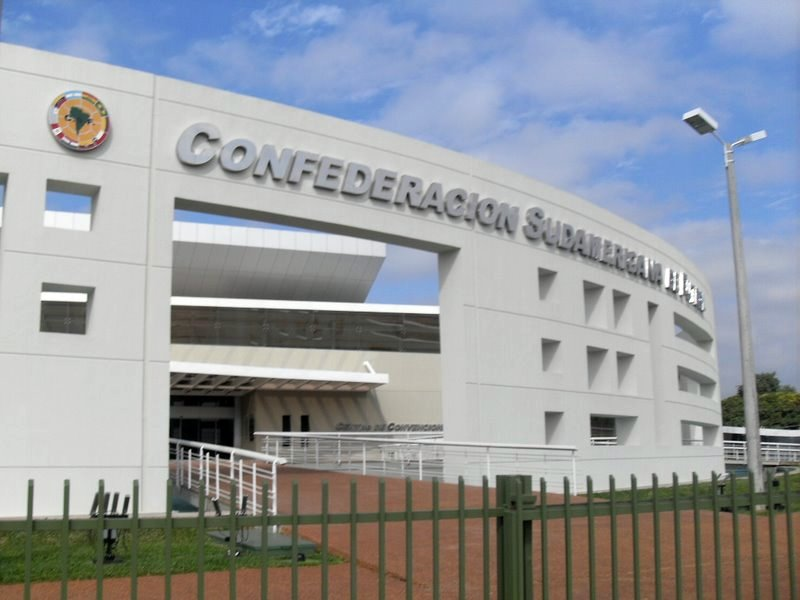
El Museo del Fútbol Sudamericano, posee contenido audiovisual e interactivo. En los distintos paneles se exhibe la historia del fútbol sudamericano con fotos, videos de época y objetos históricos.

Las viviendas y edificios tienen muchas características de arquitectura colonial y neo clásica rastros de un legado español que predomina en la región. Sus orígenes se remonta a los inicios del siglo XVII en su mayoría. Algunos son de arquitectura francesa, otras coloniales y aunque varían en la fachada, la tipología sigue siendo lineal. 
Casi todas estas viviendas conservan una altura determinada, por lo tanto hay homogeneidad en cuanto a tipos y altura se refiere. Todas se construyen normalmente sobre la línea municipal. Las tejas y la mampostería de ladrillo son los materiales más utilizados. Los colores son comúnmente pasteles.
Las edificaciones modernas dieron un giro a la arquitectura luqueña, tal es el caso de la Sede de la Confederación Sudamericana de Fútbol, en conjunto con el Centro de Convenciones y el Bourbon Conmebol Conventions Hotel. 
Un modelo arquitectónico a reflejar es la sede de la CITEC-FIUNA, Facultad de Ingeniería de la Universidad Nacional de Asunción que es atípica dentro de la ciudad. Otros de los edificios icónicos son el Santuario Virgen del Rosario, la estación de tren Bella Vista, la Antigua Municipalidad de Luque, el Mausoleo Gral Elizardo Aquino, la Estatua Mariscal Francisco Solano López, la Casa de Madame Lynch y la Biblioteca Municipal de Luque.

### Espacios Naturales
En la actualidad la ciudad posee uno de los parques más grandes de la zona Urbana, denominada Área Metropolitana, que sería el Parque Ñu Guazú. Este Parque sirve como lugar de recreación y actividades deportivas para Luque y ciudades aledañas. El parque Ñu Guazú posee canchas de tenis, basquetbol y fútbol, todo esto vigilado por personal capacitado y Policial, logrando ser el lugar ideal para la familia y amigos.

### Santuario Virgen del Rosario

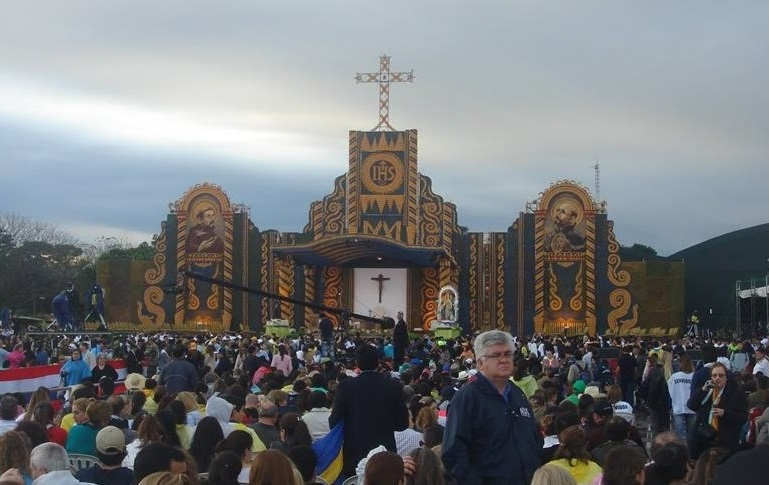
Retablo de Maíz Papal para la Visita del Papa Francisco en 2015, en la Fuerza Aérea Paraguaya - Luque

En el año 1743 el convento de San Francisco obtuvo una donación por testamento de Don Miguel de Luque, pariente de Antón de Luque, fundador de la ciudad. El convento de San Francisco pertenencia a una capilla bajo la advocación de Virgen del Rosario, de ahí, la capilla erigida entonces da origen de la iglesia actual.
En 1920 por decreto de la diócesis, fue nombrado como nuevo cura párroco a Pantaleón García, y un viernes 25 de marzo de 1921 (Viernes Santo) el padre Pantaleón García presenta juramento en la curia diocesano. EL monseñor Sinforiano Bogarin en este acto de nombramiento del padre García encarga lo siguiente: «García usted me va a construir la nueva iglesia de Luque, vaya allá y dé comienzo a la obra», a lo que contestó «lo haré su excelencia».
En los inicios se organizó una comisión para realizar la obra a cargo del padre Don Tomas Aveiro, se diseñaron los planos del nuevo templo a cargo de los ingenieros Albino Mernes y el arquitecto Miguel Ángel Alfaro en marzo de 1922. Pero estos no concluyeron la obra.
Pero recién entre julio y agosto de 1924, a pedido de Padre García, solicita al italiano «Pbro. Arquitecto Ernesto Vespignami Bartoli» de los salesianos de Buenos Aires, se realiza la confección del plano del templo.
El 16 de enero de 1928 se inicia la gran obra y fue demolido la parte del viejo templo. Luego la obra es de nuevo suspendida por la Guerra del Chaco y se reanuda en 1934. El 30 de julio de 1939, se concluye las obras de la Iglesia Virgen del Rosario y en una ceremonia solemne se bendice el nuevo templo. El Sacerdote Pantaleon Garcia nació en Villarrica el 27 de julio de 1890 y fallece a los 82 años el 14 de mayo de 1973.

### Zonas comerciales
La ciudad de Luque cuenta con una gran cantidad de marcas de moda a nivel internacional. Si bien las tiendas minoristas lo distribuyen por toda la ciudad, también existen áreas de confección de prendas de alta costura, fabricadas por microempresa ríos y con una alta aceptación comercial. Luque ofrece la posibilidad de disfrutar de los pocos cafés clásicos, pero existen un amplio abanico de posibilidades de restaurantes para todos los gustos. Cabe destacar que cuenta con su primer centro comercial denominado «Plaza Madero» ubicado sobre la Autopista Silvio Petirossi, a metros del Aeropuerto que lleva el mismo nombre, También existen otras zonas comerciales que venden estatuas de Santos, Velas y Biblias.

## Economía
La ciudad de Luque es llamada también la ciudad de la música, la artesanía y el oro, especialmente por la inmensa cantidad de joyerías que se desempeñan en el rubro. Las principales fuentes económicas son la elaboración de joyas valiosas sobre la base de plata, oro, diamantes y filigranas. En la ciudad se puede encontrar diversas joyerías que ofrecen artículos interesantes e innovadores a precios asequibles.
El campo de la industria es incipiente y diversificada, el cual da ocupación a la mano de obra local, entre las que pueden destacarse la fabricación de motocicletas. Otras de las principales fuentes de ingresos y de inversión son orfebrería, la industria textil, la agricultura y el sector servicios. La Fábrica de Vehículos y el Consorcio de Ingeniería Electromecánica (CIE) fueron el principal soporte en la fabricación de las turbinas eléctricas de Itaipú Binacional.
El sector terciario vio un repunte significativo en los años recientes, debido a las crecientes inversiones privadas que exige la demanda laboral y a la cercanía del aeropuerto con el centro de la ciudad.

## Infraestructura

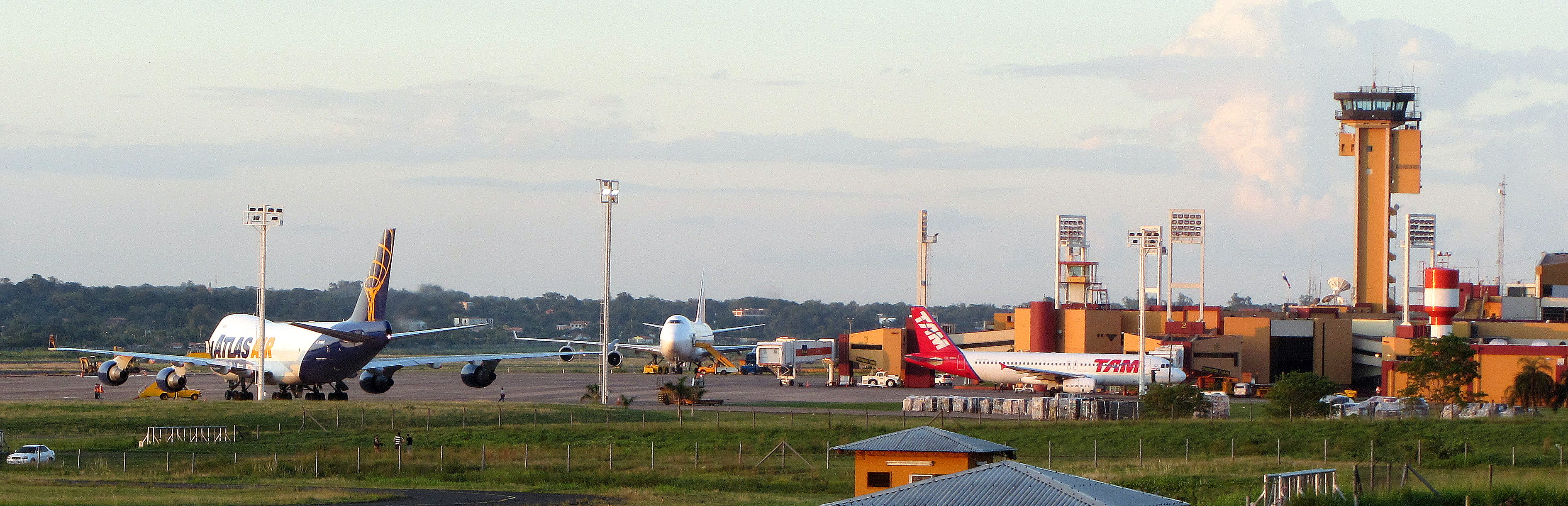
Aeropuerto Internacional Silvio Pettirossi

Los ferrocarriles en Paraguay se remontan a 1854, durante la presidencia de Carlos Antonio Lopez quien contrató a ingenieros de Gran Bretaña para su construcción. El 25 de diciembre de 1861 fue inaugurado el Ferrocarril C.A. López en su trayecto desde Ybyray (hoy día conocida como Trinidad) hasta Luque,
La estación del tren de Luque forma parte de la rica historia paraguaya. En sus inicios estuvo muy ligado al ferrocarril, así los pueblos se fueron formando a la vera del sistema de rieles que iba desde Asunción.
Las principales vías de acceso son: las autopistas Silvio Petirossi y Ñu Guazú, la avenida Gral. Elizardo Aquino, la avenida Las Residentas, la avenida Cerro Corá, la avenida Rojas Silva, la avenida Corrales, la avenida Humaitá, la Ruta Capitán Andrés Insfán, la Ruta Las Residentas, la Ruta Rosario, por nombrar algunos.
Las principal vías de transporte son las autovías, con una importante red de autobuses urbanos e interurbanos, los cuales se conectan a través de las avenidas que se intersecan en los cuatro puntos cardinales. Anteriormente se contaba con vías ferroviarias, que en la actualidad ya no operan. Luque es sede de la principal terminal aérea del país, el Aeropuerto Internacional Silvio Pettirossi.

### Salud
En las últimas décadas, Luque se ha consolidado como centro regional de salud, al contar con diversos hospitales y clínicas públicas y particulares, de las más variadas categorías. Las autoridades Municipales y estatales han trabajado en conjunto durante mucho tiempo para poder alcanzar objetivos planeados, y uno de estos resultados es el Hospital General de Luque. En la actualidad la ciudad, posee varios hospitales de urgencias, pero solo 2 son públicos.

### Educación
Cuenta con institutos municipales como el "Conservatorio Municipal de Música Ciudad de Luque” y la escuela municipal de danza. También posee varias instituciones públicas y privadas que fueron creciendo con el correr de los tiempos hasta convertirse en emblemas de la ciudad.
La ciudad tiene las sedes oficiales y sucursales de las siguientes universidades: Universidad Politécnica Taiwán-Paraguay, Universidad Autónoma de Luque, Universidad Técnica de Comercialización y Desarrollo, Universidad Nacional de Asunción (Centro de Innovación Tecnológica), Universidad del Norte, Universidad Tecnológica Intercontinental, Universidad Politécnica y Artística (UPAP), Universidad Leonardo Da Vinci y otros.

## Cultura

### Artesanía
La ciudad de Luque cuenta con una variada gama de producción artesanal. Estos rubros ocupan a más de 5000 cultores del ramo, altamente especializados, que viene a formar así, un importante conglomerado económico de la ciudad. Entre las distintas y antiguas expresiones artesanales que datan del siglo pasado y de los albores del presente, están: la talabartería, con una infinidad de trabajos sobre cuero repujados. A través del tiempo a la ciudad de Luque, por su notable producción artesanal se la ha denominado con muchos superlativos, tales como la ciudad de la música, de las joyas y las guitarras, de la elegancia, de las valijas, de la pirotecnia, del caranday de Romerito y otros.
La platería y joyería, con una colección de primorosas y exquisitas joyas en ambos metales, adornados con piedras preciosas y semis-preciosas, perlas y corales. El humilde y querido tejido de caranday, donde las hacendosas mujeres campesinas plasman su innata habilidad e imaginación. Las confecciones acompañando a la moda actual y al buen vestir. Los tallados sobre madera, que dan a los muebles señorial distinción. Los excelentes calzados para damas y caballeros. La herrería artística con notables expresiones de líneas rectas y curvas. La pirotecnia, que no falta en ningún festejo social o deportivo. La cerámica esmaltada que va ganando terreno y muchos otros más que a través del tiempo, fueron tomando carta de naturalización luqueña. 

### Biblioteca
En la actualidad la Ciudad cuenta con una biblioteca Pública Municipal denominada «Centro Cultural Municipal Balderrama», es la institución encargada de la organización, el acompañamiento y la promoción cultural a nivel de todo el distrito. También la Cooperativa Luque Ltda. en marzo del año 2000, habilita la Biblioteca, con más de quinientos ejemplares que fueron donados por socios y dirigentes de la institución, bajo con el nombre de «Profesora Antonia del Rosario Laratro».

### Música
Posee un Conservatorio Municipal de Música llamada «Ciudad de Luque». En Luque se fabrican los instrumentos como arpas y guitarras. Varios artistas de renombre, en su mayoría cantantes de Guarania, son oriundos de esta ciudad. Algunos músicos conocidos son; Chano Zarate, Hugo Salas, Osvaldo Orrego, etc. y grupos La típica Orrego, Vocal Serenata, Arpegios, etc.

### Fiestas tradicionales
Desde los años 40, la ciudad de Luque, cuenta con una de las celebraciones tradicionales, llamada «Fiesta Oficial» organizada por el municipio y con la participación de chicas mayores de los 15 años, donde sus progenitores hacen una presentación oficial a la sociedad luqueña, esta tradición aun sigue siendo muy concurrida. Si bien la ciudad realiza también anualmente ferias y exposiciones, como la Expo Luque y el Kure Luque Ára, igualmente emprende eventos culturales y congresos, en su mayoría en el Centro de Convenciones de la Conmebol. El 1 de mayo se celebra el aniversario del Club Sportivo Luqueño y el 7 de octubre es el día de la Virgen del Rosario, patrona de la ciudad de Luque.

### Deportes
Luque cuenta con el Estadio Feliciano Cáceres donde oficia de local el Sportivo Luqueño. El 27 de febrero de 2009, la FIFA seleccionó al Estadio Feliciano Cáceres como primera alternativa para recibir compromisos internacionales organizados por el ente rector del balompié mundial en el caso extremo de que el principal escenario futbolístico del país no esté disponible. También cuenta una Liga denominada Liga Luqueña de Fútbol, que es una de las 17 ligas regionales de Central, afiliado a la Unión del Fútbol del Interior.
Así mismo, entre los deportes destacados está el Rugby LURC «Luque Rugby Club» (el cual es uno de los referentes en el rugby nacional y columna vertebral de la selección de rugby del país), vóley, tenis, hockey, balonmano, futsal y el baloncesto.

### Grupos juveniles
La ciudad de Luque cuenta también con el Grupo Scout N.º 7 Gral. Elizardo Aquino, que además es el grupo Scout activo más antiguo del movimiento Scout en el Paraguay y el Grupo Scout N.º 8 Julio Correa, siendo este actualmente uno de los grupos más numerosos del país, ambos grupos son miembros de la Asociación de Scouts del Paraguay, entidad rectora del Escultismo a nivel nacional.

## Medios de comunicación

### Medios impresos y digitales
- Revista Alegrate
- El Espectador Luqueño
- Revista Filigrana
- Extra Luque
- Radio Soy en Internet
- El Catálogo Comercial de Luque
- Semanario «ESTO»
- La República

### Emisoras de radio FM
- Radio Azul y Oro FM 94.7
- Radio Hei FM 91.9
- Radio Pa'i García FM 87.5
- Radio Ilusión FM 101.7
- Radio La Voz de Luque FM 87.9
- Radio Balderrama FM 93.5

### Canales de televisión paga
- TVC Canal 38
- Canal 16 Cableshow
- Canal 21 TV Cable Balderrama
- TV Ykua Dure
- TV Azul & Oro Canal 52

## Personalidades destacadas

### Cultura y Ciencia
- Juan E. Torres (1903 -1982): Poeta. Autor de "Vergel Luqueño", entre otras obras.
- Tomás Osuna (1882-1941): Doctor y lingüista.
- Julio Correa (1890-1953): Escritor y dramaturgo creador del teatro en guaraní.
- Ladislao Orrego (1895-1977): Instrumentista y director de orquesta.
- Rufo Galeano Blujaki (1897-1959): Teatrista, scout, periodista e Intendente de la ciudad de Luque.
- José Concepción Ortíz (1900-1972): Poeta.
- Dora Gómez Bueno de Acuña (1903-1987): Poetisa, cantante, declamadora, directora de audiciones radiales y periodista.
- Aniceto Vera Ibarrola (1909-1977): Violinista y compositor.
- Crispiniano Martínez González (1914-1977): Poeta.
- Pedro Pablo Gómez Armoa (1918-1987): Odontólogo, Profesor de la Facultad de Odontología UNA, Diputado Nacional, Senador Nacional, Intendente, Presidente Club Sportivo Luqueño - Obtuvo los 2 primeros campeonatos de 1951 y 1953.
- Carmen Almirón (1917-1999): cantante soprano.
- Melanio Atilio Alvarenga Fernández (1917-2006): Poeta.
- Digno García (1919-1984): Cantante y arpista.
- Adrián Jara (1925-1969): Comandante de la Aeronáutica paraguaya y fundador de la empresa de aviación Líneas Aéreas Paraguayas (LAP)
- Juan Bautista "Nizugan" Castillo Benza (1937-2019): Artista Ilusionista.[9]

### Militares y políticos
- José Elizardo Aquino Jara (1824-1866): General y héroe de la guerra de la Triple Alianza
- Paulino Alén, (1833-1868): Coronel, héroe de la guerra de la Triple Alianza
- Cándido Pastor Bareiro Caballero (1833 - 1880): Presidente de la República del Paraguay
- Adolfo Saguier Viana (1832 - 1902): Político, vicepresidente de la República del Paraguay
- Juan Silvestre Aveiro (1838-1919): Héroe de la guerra de la Triple Alianza
- Benigno Ferreira (1846-1920): Militar, doctor, Presidente de la República de Paraguay
- Manuel Burgos (1871-1947): Político, Vicepresidente de la República del Paraguay
- Manuel José Duarte Valdez (1873-1921): ministro guerra y marina
- Albino Jara (1877-1912): Presidente de la República de Paraguay en 1911

### Deportistas
- José Luis Chilavert (1965): Futbolista, fue tres veces mejor portero del mundo. Es considerado como uno de los ídolos máximos en la historia centenaria del Club Atlético Vélez Sarsfield de Argentina y uno de los jugadores más emblemáticos de la selección de fútbol de Paraguay.

- José Parodi (1932-2006): Futbolista.
- Raúl «Raco» Ortiz (1941-2014): Futbolista y periodista.
- Julio César Romero (1960): Futbolista, considerado por muchos como uno de los mejores jugadores de la historia del fútbol paraguayo.
- Jorge «Ropero» Insfran (1949) futbolista de gran trayectoria, jugando en el Sportivo Luqueño, Olimpia y Gral Díaz, en el exterior Club A.Boca Juniors (Arg), The Strongers (Bolivia) Granada (España)
- Francisco Javier Esteche Sosa (1973) es un exfutbolista internacional paraguayo y entrenador de fútbol. Centrocampista
- Roque Santa Cruz (1981): Futbolista.
- Osvaldo Martínez (1986): Futbolista.
- Pablo César Aguilar (1987): Futbolista.
- Hilarión Osorio (1928 - 1990): Futbolista.
- Aurelio González Benítez (1905-1997): Futbolista.
- Tulio Manuel Quiroz Camperchioli (1920 - 2002) Médico, Dirigente Deportivo, Presidente de la Liga Paraguaya de Fútbol (1960 - 1961).

### Modelos
- Egni Eckert Modelo y reina de belleza.

## Ciudades hermanadas
- La Paz, Argentina
- Camboriú, Brasil
- Luque, España
- San Juan Bautista, Paraguay
- Villarrica, Paraguay